# クロエ・キム

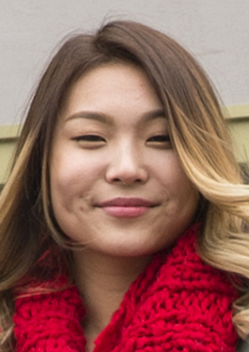
クロエ・キム

クロエ・キム（Chloe Kim, 英語発音: /ˈkloʊi ˈkɪm/; 2000年4月23日 - ）は、アメリカ合衆国、カリフォルニア州ロングビーチ出身の女性スノーボード選手。韓国系アメリカ人。
クロイ・キムとも表記。

## 人物
両親が韓国人、4歳から地元カリフォルニアでトレーニングを始め、6歳のころから大会に出場し全国大会で3位に入った、8歳から10歳まででスイス、その後アメリカマンモスマウンテンを拠点にした。
2014年1月、14歳で初出場したWinter X-GAMES ASPENで銀メダルを獲得し最年少メダリストとなった。
ソチオリンピックでは年齢制限の関係で出場に至らなかった。
2015年1月、Winter X-GAMES ASPENで優勝し最年少メダル記録を更新した。
2016年1月、Winter X-GAMES ASPENで2連覇。2月のパークシティーのワールドカップ（W杯）では女性初のバックtoバック1080を成功させ満点の100点を獲得し優勝、直後のリレハンメルユースオリンピックでハーフパイプ、スロープスタイル両方で金メダルを獲得、直後のX-GAMES OSLOで優勝、3月のバートンの全米オープン優勝。
2018年2月、平昌オリンピックでは冬季オリンピック初出場ながら女子ハーフパイプで優勝。
オリンピック優勝後、足首をいためてスノーボードから離れ、平凡な人生を求めてプリンストン大学に進学した。
2021年初めにスノーボード競技に復帰。SNSを通じて人種差別を受けてきたことを告白した。
2022年、北京オリンピックに出場し、女子ハーフパイプで2連覇を達成。
同じく2022年に人気オンラインゲーム「Fortnite」にて「アイコンシリーズ」としてFortniteに参戦した。

## 主な戦績
HP=ハーフパイプ、SS=スロープスタイル
2008-09
- Australian Junior Series - 2位 HP

2009-10
- バートンヨーロピアンジュニアオープン - 3位 SS
- バートンヨーロピアンジュニアオープン - 1位 HP

2011-12
- USSA全米選手権 - 3位 HP

2012-13
- バートンヨーロピアンジュニアオープン - 1位 SS
- バートンヨーロピアンジュニアオープン - 1位 HP
- USSA全米選手権 - 1位 HP
- バートンハイファイブス! - 2位 HP
- デューツアー - 3位 HP

2013-14
- X-GAMES ASPEN - 2位 HP
- U.S. Revolution Tour - 1位 HP
- バートンUSオープン - 3位 HP
- TTRワールドスノーボードツアー年間チャンプ

2014-15
- バートンハイファイブス! - 1位 HP
- デューツアー - 2位 HP
- U.S. Revolution Tour - 2位 SS
- X-GAMES ASPEN - 1位 HP
- バートンヨーロピアンオープン - 2位 HP
- バートンUSオープン - 2位 HP
- U.S. Revolution Tour Stop 4 - 1位 SS

2015-16
- デューツアー - 2位 HP
- U.S. Grand Prix of Snowboarding FIS World Cup(USA) - 2位 HP
- X-GAMES ASPEN - 1位 HP
- U.S. Grand Prix of Snowboarding FIS World Cup(USA) - 1位 HP
- リレハンメルユースオリンピック - 1位 HP
- リレハンメルユースオリンピック - 1位 SS
- X-GAMES OSLO - 1位 HP
- バートンUSオープン - 1位 HP